# Хемогенные горные породы
Хемогенные горные породы — осадочные горные породы, возникающие в результате химического осаждения из водных растворов или при испарении воды. В их образовании значительную роль играет процесс испарения. Основные места возникновения хемогенных пород лежат в пределах умеренного и субтропического поясов.
К ним относят все минеральные соли, калийные соли, эвапориты, соду, кремень и кремнеподобные соединения в ассоциации с трепелами, фосфориты, железо-марганцевые руды, бокситы, хемогенные известняки, травертины, большую часть свинцово-цинковых, серных, бороносных и литиеносных руд, которые являются ценным сырьём для развития различных отраслей промышленности. Собирательное название хемогенных горных пород, состоящих на 50 % и более из кремнезёма, — силиколиты. В зависимости от преобладающего породообразующий материала, различают опалолиты, халцедонолиты и другие.

## Описание
Хемогенные горные породы подразделяются на сульфатные и галоидные породы. Наиболее распространённые сульфатные породы — это ангидриты и гипс. Группа галоидных пород представлена каменной солью и калийными солями — карналлитом и сильвинитом. Залежи калийных солей имеют важное экономическое значение.
Пещерные отложения кальцитового состава, образованные путём осаждения из текучей или стоячей воды, выделяют в отдельную подгруппу, называемую водные хемогенные отложения пещер.
Водные хемогенные отложения представлены сталактитами, сталагмитами, кристаллами гипса, кальцитово-арагонитовыми сосульками, натечной корой.
Многие хемогенные породы имеют смешанный генезис. Например, радиально-лучистые агрегаты кристаллов арагонита в сталактитах и сталагмитах образуются при участии бактерий.